# Абрахам, Рой
Рой Клайв Абрахам (англ. Abraham; 1890—1963) — английский языковед.
Из еврейской семьи из Кротошина, племянник австралийского военачальника сэра Джона Монаша. Окончил колледж «Бейлиол» при Оксфордском университете, где изучал арабскую филологию. Занимался эфиопистикой в Лейпциге. Изучал также китайский и персидский языки. С начала Первой мировой войны до 1925 года находился на военной службе в Индии и Иране. После демобилизации работал в Нигерии, где изучал язык хауса. Изучал и описывал некоторые другие языки Нигерии: тив, идома, йоруба и игбо.
Во время Второй Мировой войны служил в армии в странах северо-восточной Африки, изучал амхарский язык и сомали. В 1946—52 годах — доцент «Школы восточных и африканских исследований» в Лондоне.